# L'artiglio giallo
L'artiglio giallo (Charlie Chan in Shanghai ) è un film del 1935 diretto dal James Tinling che ha per protagonista l'ispettore Charlie Chan, interpretato da Warner Oland.

## Trama
Charlie Chan giunge via nave a Shanghai. Appena sbarcato incontra suo figlio Lee. In suo onore viene dato un ricevimento, e durante la serata Sir Stanley Woodland, vecchio amico di Charlie, viene ucciso da un marchingegno contenuto in una scatola. Charlie inizia ad indagare e durante la notte subisce un tentativo di eliminarlo, cui sfugge abilmente.
La mattina seguente si reca da Diana Woodland, la nipote dell'assassinato, e apprende di alcuni sospetti che Sir Stanley aveva da confessargli. In seguito Charlie viene attirato in una trappola insieme a Lee. Riescono tuttavia a distrarre i malviventi ed a fuggire. James Andrews, agente segreto Usa, nel frattempo giunge anch'esso a Shanghai e svela a Charlie che probabilmente Woodland è stato ucciso per via delle loro indagini congiunte sul commercio di oppio.
Proprio in quel momento subiscono un tentativo di sparatoria, il cui unico indiziato sembra essere Philip Nash, già segretario di Woodland e fidanzato di Diana Woodland. Il giovane viene arrestato. Andrews e Charlie si mettono alla ricerca dei malfattori, ma trovano il loro vecchio rifuglio deserto.
Nel frattempo miss Woodland aiuta Philip Nash a fuggire dal commissariato. Il nuovo covo dei malviventi viene scoperto al Caffè Versailles, al porto. La droga viene qui nascosta in casse di vino e poi imbarcata. La banda viene sgominata, Philip non faceva parte dei malviventi, ma aveva pianificato la fuga con Charlie per infiltrarsi tra gli spacciatori. Infine James Andrews si scopre non essere il vero James Andrews, morto in un attentato a San Francisco, ma il capo della banda.

## Produzione
Il film fu prodotto dalla Fox Film Corporation.

## Distribuzione
Distribuito dalla Twentieth Century Fox Film Corporation, il film uscì nelle sale cinematografiche USA il 14 ottobre 1935.